# ミクーリン M-17

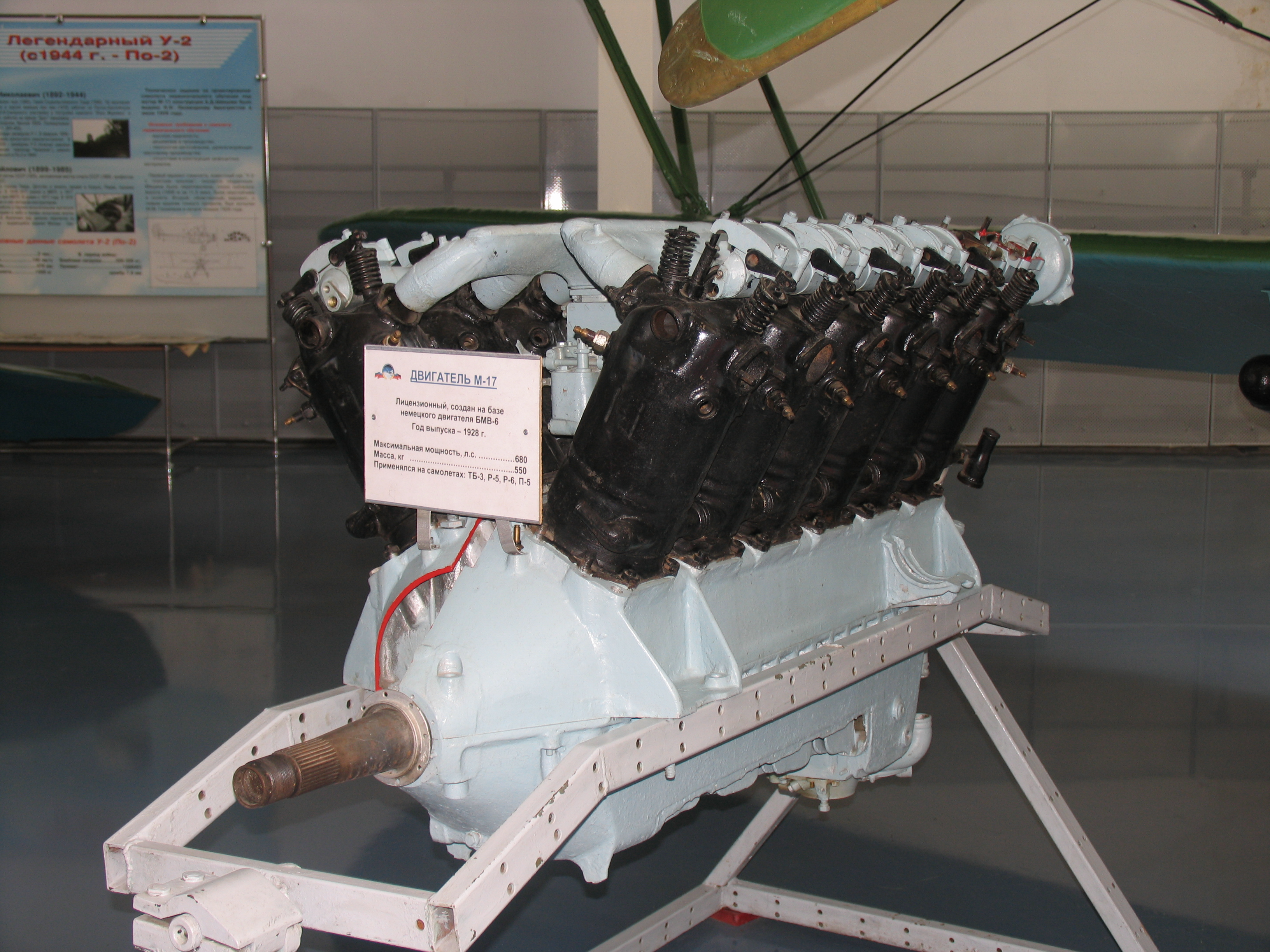
ミクーリン M-17

ミクーリン M-17（ロシア語: Микулин M-17）は、ソビエト連邦でドイツのBMW VIをライセンス生産した航空機用液冷V型12気筒エンジンである。アレクサンドル・ミクーリンによって改良され、第二次世界大戦において活躍し、皮肉にも対ドイツ戦で大きな戦果を挙げた。1930年から生産が始まり1941年まで継続生産された。
M-17はルイビンスクとモスクワの工場で生産された。M-17はソ連においてドイツよりも多く生産された。改良や置換によりドイツの原型とは異なる形式が生産された。エンジンは初期のツポレフ TB-3重爆撃機に搭載された。27000基以上が生産され、19000基が航空機に使用され、残りはBT-7やT-28、T-35,
工場疎開でディーゼルエンジンが足りなかった時期のT-34等の戦車に使用された。

## 仕様
- ボア×ストローク： 160 mm×190 mm
- 排気量： 46.9 L
- 乾燥重量： 553 kg

## 主な搭載機
- BT-7
- T-28
- T-35
- ベリエフ MBR-2
- ゴーリキ PS-89
- ポリカルポフ I-3
- ポリカルポフ R-5
- ツポレフ PS-9
- ツポレフ R-6
- ツポレフ R-7
- ツポレフ TB-1
- ツポレフ TB-3